# Wyoming megye (New York)
Wyoming megye az Amerikai Egyesült Államokban, azon belül New York államban található. Megyeszékhelye Warsaw.  Lakosainak száma 40 531 fő (2020. április 1.). Wyoming megye Erie, Genesee, Livingston, Allegany és Cattaraugus megyékkel határos.

## Népesség
A megye népességének változása:
| Lakosok száma | 42 100 | 41 928 | 41 821 | 41 531 | 41 013 | 40 531 |
|               | 2010   | 2011   | 2012   | 2013   | 2015   | 2020   |